# NGC 1460
NGC 1460 je galaksija u zviježđu Eridan. Otkrio ju je John Herschel 28. studenog 1837. Udaljava se od Mliječnog Puta brzinom od oko 1341 km/s.
Na udaljenosti od gotovo 63 milijuna svjetlosnih godina, član je klastera Kemijske peći. Njegova veličina na noćnom nebu iznosi 1,4' x 1,0' što je proporcionalno stvarnoj veličini od 30 000 svjetlosnih godina, što ga čini jednom od manjih galaksija u klasteru.
NGC 1460 ima Hubble klasifikaciju SB0, što ukazuje da je riječ o prečkastoj lećastoj galaksiji. Ali, ova galaskija sadrži dosta veliku prečku u usporedbi s drugim sličnim galaksijama. Prečka se širi od središta do ruba galaksije, kao što se vidi na Hubbleovoj slici u predlošku. Ova prečka jedna je od najvećih zabilježenih u prečkastim lećastim galaksijama.
NGC 1460 je i galaksija ranog tipa. Unatoč njihovom imenu, rane su galaksije mnogo starije od spiralnih galaksija i uglavnom se sastoje od starih zvijezda crvene boje. U ovim galaksijama se događa vrlo malo stvaranja zvijezda; čini se da nedostatak formiranja zvijezda u eliptičnim galaksijama započinje u središtu, a zatim se polako širi prema van.  Ova galaksija je lećasta galaksija ranog tipa, ali lećaste galaksije slijede isti proces kao i eliptične galaksije.

## Vanjske poveznice
- SEDS: NGC 1460